# 航空無線機
航空無線機（こうくうむせんき）とは、航空交通管制にもちいられる無線機。一般にはエアバンドラジオと呼ばれる。
日本国内においての運用には航空無線通信士、航空特殊無線技士(VHFのみ)、この２つを包含する総合無線通信士第一級または第二級のいずれかの資格が、また無線機から送信するには航空局・航空機局の無線局免許が必要である。
航空機は高高度を飛行するので、通常は見通し距離を伝播する超短波(VHF)の電波でも遠くまで伝播する。そのため離れた場所であっても、同じ周波数を共用することが難しいため、非常に広い周波数帯が割り当てられている。変調方式はアナログの振幅変調 (AM(DSB)) であるが、これには歴史的事情のほか、非常事態に陥った航空機が、通信のため既に送信中の他局に被せて送信しても、受信側である程度聞き取れるようにするため、と言う説がある。
この航空無線の聴取を趣味とする者はABL：エアバンドリスナーといわれる。大規模空港の展望ラウンジには、ABLの姿が多く見られる。

## 周波数および出力
用途が指定されている周波数以外は(電波法上の)航空局の判断で自由に使用出来る（操縦士に対して「contact （当該担当部門　英語表記） on nnn.nn(nnn.nnメガヘルツで（当該担当部門）と交信して下さい)」と指示する）。
なお、後述のように25khzステップなのでnnn.n75などのように小数点以下が3桁になることもあるが、小数点以下2桁目までが指定されれば周波数は一つに限られるため、多くの場合2桁目まで伝えれば十分である。
- 民間用 VHF無線機
  - 118.0 - 136.975MHz、25kHzステップ、出力10W
    - 121.5MHz　緊急周波数。民間機の遭難通信、非常通信、安全通信に使用する。軍用周波数と1/2低調波の関係にある。
    - 122.6MHz　航空移動局（飛行機）相互通信用。
    - 123.1MHz　非常用周波数。
    - 123.45MHz　防災機関相互通信用。平時には防災訓練で、参加する航空機（ヘリコプター含む）の管制に用いられる。警察・消防・海上保安部・自衛隊・自治体が共通で使用出来る。
    - 134.5MHz　海上保安庁用。

  - 伝播距離は約200海里。ER VHF（エクステンデトレンジVHF）は、約350海里。
- 軍事用 UHF無線機
  - 225.0 - 399.975MHz、25kHzステップ、出力10W
    - 243.0MHz　緊急周波数。軍用機の遭難通信、非常通信、安全通信に使用する。民間用周波数と2倍高調波の関係にある。1/3低調波がちょうど81.0MHzなので、日本ではこの周波数周辺は超短波放送の放送局に割り当てる事が出来ない（上限がNHK-FM千葉の本局、下限がJ-WAVE本局。諸外国の放送帯は88MHzから108MHzまでになっている）。

  - 通常の航空管制業務のほか、レーダーサイトとの地上要撃管制などにも使用する。
- 洋上管制用 HF無線機
  - 2.000 - 22.00MHz、1kHzステップ、出力50 - 150W　周波数の例として、
    - 2.182MHz　緊急周波数。民間機及び船舶の遭難通信、非常通信、安全通信に使用する。
    - 6.532MHz　民間洋上管制用
    - 6.655MHz　民間洋上管制用
    - 6.727MHz　自衛隊の洋上管制用

## ナロー化
欧州では25kHzステップを3等分 (25kHz/3) した8.33kHzステップに移行中である。AMの占有帯域は6kHzであるので、ガードバンドは2.33kHzと非常に狭くなる。そのため、ナロー化航空無線機には急峻なバンドパスフィルタと高純度なVCOと高精度な水晶発振器が要求される。

## 航空無線機製造者
- ロックウェル・インターナショナル
- 三菱電機
- アイコム

## リンク
- 航空機局に搭載される無線機と航空通信の全体像 - 総務省